# Conflitos armados comunistas nas Filipinas
A história dos conflitos armados comunistas nas Filipinas está intimamente relacionada com a história do comunismo nas Filipinas, com vários conflitos ligados aos braços armados das várias organizações comunistas que evoluíram desde 1930. Os dois maiores conflitos foram a Rebelião Hukbalahap de 1942–1954 e a rebelião em curso do Novo Exército Popular, que começou em 1969 sob os auspícios do Partido Comunista das Filipinas (PCF). Porém vários grupos dissidentes separaram-se do PCF e têm um histórico de conflito armado com o governo filipino desde então.
A Rebelião Hukbalahap foi iniciada pelo Partido Komunista ng Pilipinas de 1930 (PKP-1930) e seu grupo armado Hukbalahap:44  (HMB) (Hukbong Mapagpalaya ng Bayan ou "Exército de Libertação Popular"). Entraram em declínio no início da década de 1950 e foram finalmente reprimidos através de uma série de reformas e vitórias militares que levaram à rendição de 1954 do seu líder Luis Taruc.
O conflito armado do Novo Exército Popular contra o governo filipino remonta a 29 de março de 1969, quando o recém-formado PCF de José Maria Sison firmou uma aliança com um pequeno grupo armado liderado por Bernabe Buscayno. Mas o conflito ainda estava nos seus primórdios em 1972, quando Ferdinand Marcos proclamou a lei marcial. A declaração e os resultantes abusos dos direitos humanos levaram à radicalização até mesmo da oposição moderada contra Marcos, aumentando significativamente as fileiras do Novo Exército Popular.(p"43")
Grandes cisões do Partido Comunista das Filipinas ocorreram em 1992 e 1996. Um mês depois de Marcos ter sido deposto pela ampla e não violenta Revolução do Poder Popular de fevereiro de 1986, a unidade liderada por Conrado Balweg formou um grupo dissidente conhecido como Exército de Libertação do Povo de Cordillera, cujo conflito com o governo filipino terminou formalmente com o encerramento das conversações de paz em 2011. O ano de 1992 observou ao que o PCF denominou Segundo Grande Movimento de Retificação, um esforço cuja intenção declarada era "identificar, repudiar e retificar os erros da insurreição urbana, das grandes formações prematuras do Novo Exército Popular e da histeria anti-infiltração".  Isso resultou na fragmentação do outrora monolítico partido comunista filipino em pelo menos 13 facções durante a década de 1990, sendo a mais notável: a aliança que era o Partido Revolucionário dos Trabalhadores (RPM-P), o Exército Proletário Revolucionário (RPA) e a Brigada Alex Boncayao (ABB); o Exército Popular Revolucionário – Mindanao (RPA-M), e o  Rebolusyonaryong Hukbong Bayan  (RHB, Exército Popular Revolucionário) do Partido Marxista-Leninista das Filipinas (MLPP).

## Rebelião Hukbalah (1942–1954)
A Rebelião Hukbalahap começou em 1942, quando o Partido Comunista Filipino de 1930 (Partido Komunista ng Pilipinas, PKP-1930) formou um grupo armado chamado Hukbo ng Bayan Laban sa Hapon (Exército Popular contra os japoneses) para lutar contra a ocupação japonesa das Filipinas durante a Segunda Guerra Mundial. No final da guerra, em 1946, o PKP-1930 reconstituiu o Hukbalahap como Hukbong Mapagpalaya ng Bayan (Exército de Libertação Popular), transformando-o no braço armado do partido. Este conflito terminou em 1954 sob a presidência de Ramon Magsaysay.:44

## Rebelião do Novo Exército Popular (1969-presente)
A rebelião em curso do Novo Exército Popular começou em 1969 sob os auspícios do Partido Comunista das Filipinas (PCF), formado no ano anterior.
Este conflito ainda estava nos seus primórdios em 1972, quando Ferdinand Marcos proclamou a lei marcial, mas se expandiu significativamente à medida que até mesmo a oposição moderada contra Marcos foi radicalizada.(p"43")  O Partido Komunista ng Pilipinas (PKP), então aliado de Ferdinand Marcos, foi responsável por matar mais comunistas do que o próprio governo Marcos devido a uma crescente facção jovem dentro do partido chamada Grupo Marxista-Leninista (MLG) que se opunha à imposição da lei marcial por Marcos em todo o país e tentava se separar do PKP.
O PCF passou por uma série de reveses e conflitos internos após a deposição de Ferdinand Marcos em 1986, incluindo a ruptura do Exército de Libertação do Povo de Cordillera do ex-padre Conrado Balweg. O co-fundador do PCF, Jose Maria Sison, exilou-se nos Países Baixos em 1987, enquanto Benito Tiamzon teria se tornado o líder do partido ao adquirir sucessivamente os cargos de presidente e secretário-geral em 1986 e 1987, respectivamente.
Em 1992, o PCF passou pelo chamado Segundo Grande Movimento de Retificação, cuja intenção declarada era “identificar, repudiar e retificar os erros do insurreicionismo urbano, das grandes formações prematuras do Novo Exército Popular e da histeria anti-infiltração”. Isto provocou a divisão do partido em grupos "Reafirmistas" e "Rejeicionistas", resultando na formação de pelo menos treze facções durante a década de 1990.

## Conflito do Exército de Libertação do Povo de Cordillera (fevereiro-setembro de 1986)
Um mês depois de Marcos ter sido deposto através da ampla e não violenta Revolução do Poder Popular de fevereiro de 1986, a unidade liderada pelo ex-padre Conrado Balweg separou-se do Novo Exército Popular, acusando este último de incompetência na busca dos seus objectivos. O grupo dissidente de Balweg tornou-se conhecido como Exército de Libertação do Povo da Cordillera (CPLA). Sua formação também levou a fusão da Força de Libertação Tingguian, um grupo dissidente do Novo Exército Popular Abra para formar a nova organização. O seu objetivo declarado era lutar pela autodeterminação do povo da Cordillera.
O grupo iniciou negociações de paz com o governo filipino no final daquele ano e, em 13 de setembro de 1986, foi assinado um cessar-fogo no Mt. Data Hotel, em Bauko, Província da Montanha. O acordo entre as duas entidades foi chamado de Acordo de Paz de Mount Data. O conflito terminou formalmente com o encerramento das conversações de paz em 2011.

## Divisão Reafirmista / Rejeicionista de 1992
Em 1992, o órgão principal do PCF dividiu-se em duas facções: a facção reafirmista liderada por Sison e a facção rejeicionista que defendia a formação de unidades militares maiores e insurreições urbanas. Várias facções menores emergiram do grupo, sendo as mais notáveis Partido Revolucionário dos Trabalhadores das Filipinas (RPM/P) - Exército Proletário Revolucionário (RPA) - Brigada Alex Boncayao (ABB); o Partido Marxista-Leninista das Filipinas (MLPP-RHB) e o Rebolusyonaryong Partido ng Manggagawa Mindanao (Partido Revolucionário dos Trabalhadores - Mindanao - Exército Popular Revolucionário, RWP-M/RPA, às vezes também RPA-M).
A divisão resultou num enfraquecimento do CPP-NPA, mas gradualmente cresceu novamente após o colapso das negociações de paz em 1999, a impopularidade do governo Joseph Estrada, e por causa das pressões sociais decorrentes da crise financeira asiática naquele ano.

## Conflito do Exército Proletário Revolucionário – Brigada Alex Boncayao (1996–2000)
Devido à divisão ideológica conhecida como Segundo Grande Movimento de Retificação, o Comitê Regional do Partido de Negros do Novo Exército Popular se separou do Partido Comunista das Filipinas em 1996 e formou o Rebolusyonaryong Partido ng Manggagawà ng Pilipinas ("Partido Revolucionário dos Trabalhadores das Filipinas"). Organizou o seu braço militar dois meses após a ruptura, chamando-o de Exército Proletário Revolucionário.
A unidade de assassinato urbano do Novo Exército Popular, com sede na região metropolitana de Manila, conhecida como Brigada Alex Boncayao (ABB; também conhecida como Unidade Sparrow), também se separou do Novo Exército Popular e aliou-se ao RPM-P e RPA em 1997.
Em 1999, o grupo iniciou negociações de paz com o governo, conduzindo a um acordo de paz que foi assinado em 2000.

## Conflito armado do Partido Marxista-Leninista das Filipinas (1998-presente)
Em 1998, um grupo que opera principalmente em Luzon Central rompeu com o Partido Comunista das Filipinas, adotando uma ideologia marxista-leninista em vez do marxismo-leninismo-maoísmo do PCF. Este se tornou o Partido Marxista-Leninista das Filipinas, que logo iniciou o conflito com o governo filipino através de seu braço armado, o Rebolusyonaryong Hukbong Bayan (RHB).(p682)
O conflito ainda está em curso,
 embora os eventos cobertos pela mídia se concentrem mais em incidentes decorrentes da rivalidade entre RHB e NPA.

## Partido Revolucionário dos Trabalhadores em Mindanao (2000 – conversações de paz em curso)
Rompendo com o Partido Comunista das Filipinas durante a divisão de 1992, o grupo que se autodenominava Grupo Rejeicionista da Região Central de Mindanao inicialmente juntou-se a outras facções rejeicionistas de outras partes do país. Durante as negociações de paz com o governo Estrada, no entanto, eles se separaram dos outros grupos e formaram o Rebolusyonaryong Partido ng Manggagawa sa Mindanao (RPM-M, lit. Partido Revolucionário dos Trabalhadores em Mindanao). O grupo iniciou discretamente negociações de paz com o governo filipino em 2003.

## Nota
- Este artigo foi inicialmente traduzido, total ou parcialmente, do artigo da Wikipédia em inglês cujo título é «Communist armed conflicts in the Philippines».